# Anthony Sayer
Anthony Sayer (oko 1672. – 1741.) je bio engleski slobodni zidar, najpoznatiji po tome što je 1717. godine izabran za prvog modernog velikog majstora prve moderne slobodnozidarske organizacije – Velike lože Londona i Westminstera.

## Slobodno zidarstvo
Sayer je izabran 24. lipnja 1717. godine, na blagdan svetog Ivana Krstitelja, za prvog velikog majstora novoosnovane Velike lože Londona i Westminstera (kasnije Velika loža Engleske), i to pod titulom "Anthony Sayer, gospodin". Kasnije (1719.) je obnašao i dužnost velikog prvog nadzornika pod vodstvom Johna Theophilusa Desaguliersa.
Osim što je bio prvi veliki majstor u Londonu, Sayer je ujedno i onaj o kojemu postoji najmanje pouzdanih podataka u usporedbi s njegovim nasljednicima na toj visokoj dužnosti. Čini se da je upao u financijske teškoće, vjerojatno pogođen ekonomskim slomom poznatim kao "South Sea Bubble", poput mnogih svojih suvremenika. Pomoć od Velike lože tražio je 1724., 1730. i 1741. godine, a dvaput mu je pomogla i Loža "Staro kraljevo oružje" (Old Kings Arms Lodge) u Londonu, u kojoj je služio kao dvernik.
Njegova smrt zabilježena je u zapisnicima te lože u mjesecu prije 6. siječnja 1741./42. godine. Unatoč životnim nedaćama, među slobodnim zidarima zadržao je veliko poštovanje. U novinskom izvješću o njegovu pogrebu iz siječnja 1741./42. godine stoji: